# Leucophora sponsa
Leucophora sponsa este o specie de muște din genul Leucophora, familia Anthomyiidae. A fost descrisă pentru prima dată de Johann Wilhelm Meigen în anul 1826. Conform Catalogue of Life specia Leucophora sponsa nu are subspecii cunoscute.